# Liste der Bodendenkmale in Herzberg (Elster)
In der Liste der Bodendenkmale in Herzberg (Elster) sind alle Bodendenkmale der brandenburgischen Stadt Herzberg (Elster) und ihrer Ortsteile aufgelistet. Grundlage ist die Veröffentlichung der Landesdenkmalliste mit dem Stand vom 31. Dezember 2021. Die Baudenkmale sind in der Liste der Baudenkmale in Herzberg (Elster) aufgeführt.
|    | Gemarkung           | Flur            | Kurzansprache | Bodendenkmalnummer | Bemerkung | Bild                   |
| -- | ------------------- | --------------- | --- | ------------------ | --------- | ---------------------- |
| 1  | Arnsnesta (Lage)    | 1, 2            | Mühle Neuzeit, Friedhof Neuzeit, Kirche deutsches Mittelalter, Mühle deutsches Mittelalter, Kirche Neuzeit, Friedhof deutsches Mittelalter, Dorfkern deutsches Mittelalter, Dorfkern Neuzeit | 20367              |           | Arnsnesta Kirche       |
| 2  | Arnsnesta (Lage)    | 2               | Turmhügel deutsches Mittelalter | 20368              |           | Arnsnesta Burghügel    |
| 3  | Arnsnesta (Lage)    | 2               | Siedlung Neolithikum | 20369              |           |                        |
| 4  | Buckau (Lage)       | 1               | Gräberfeld Bronzezeit | 20250              |           |                        |
| 5  | Borken              | 4               | Gräberfeld Bronzezeit, Hügelgräberfeld Bronzezeit | 20404              |           |                        |
| 6  | Buckau (Lage)       | 3, 4            | Gräberfeld Bronzezeit | 20251              |           |                        |
| 7  | Buckau (Lage)       | 4               | Hügelgräberfeld Bronzezeit | 20252              |           |                        |
| 8  | Buckau (Lage)       | 2               | Dorfkern deutsches Mittelalter, Dorfkern Neuzeit, Kirche deutsches Mittelalter, Kirche Neuzeit, Friedhof deutsches Mittelalter, Friedhof Neuzeit                                             | 20253              |           | Buckauer Kirche        |
| 9  | Frauenhorst (Lage)  | 2               | Kirche Neuzeit, Dorfkern Neuzeit, Dorfkern deutsches Mittelalter, Gräberfeld Bronzezeit, Friedhof Neuzeit, Kirche deutsches Mittelalter, Friedhof deutsches Mittelalter                      | 20402              |           | Dorfkirche Frauenhorst |
| 10 | Friedersdorf (Lage) | 3               | Rast- und Werkplatz | 20158              |           |                        |
| 11 | Friedersdorf (Lage) | 1               | Siedlung römische Kaiserzeit | 20159              |           |                        |
| 12 | Friedersdorf (Lage) | 3               | Siedlung Bronzezeit | 20160              |           |                        |
| 13 | Friedersdorf (Lage) | 2               | Dorfkern deutsches Mittelalter, Dorfkern Neuzeit, Kirche deutsches Mittelalter, Kirche Neuzeit, Friedhof deutsches Mittelalter, Friedhof Neuzeit                                             | 20161              |           |                        |
| 14 | Friedersdorf (Lage) | 3               | Mühle Neuzeit | 20617              |           |                        |
| 15 | Herzberg (Lage)     | 10,18,20,21,7,8 | Friedhof Neuzeit, Altstadt Neuzeit, Altstadt deutsches Mittelalter, Friedhof deutsches Mittelalter                                                                                           | 20359              |           |                        |
| 16 | Herzberg (Lage)     | 28              | Siedlung Eisenzeit | 20406              |           |                        |
| 17 | Herzberg (Lage)     | 31              | Rast- und Werkplatz Mesolithikum, Gräberfeld römische Kaiserzeit, Siedlung Neolithikum, Gräberfeld Bronzezeit, Siedlung slawisches Mittelalter                                               | 20407              |           |                        |
| 18 | Herzberg (Lage)     | 32              | Rast- und Werkplatz Mesolithikum | 20409              |           |                        |
| 19 | Herzberg (Lage)     | 4               | Siedlung Urgeschichte | 20410              |           |                        |
| 20 | Herzberg (Lage)     | 4               | Siedlung Neolithikum, Rast- und Werkplatz Mesolithikum | 20411              |           |                        |
| 21 | Herzberg (Lage)     | 4               | Siedlung Urgeschichte | 20412              |           |                        |
| 22 | Herzberg (Lage)     | 2               | Gräberfeld Bronzezeit | 20413              |           |                        |
| 23 | Herzberg (Lage)     | 4               | Siedlung Steinzeit, Siedlung Eisenzeit, Siedlung römische Kaiserzeit, Siedlung slawisches Mittelalter                                                                                        | 20415              |           |                        |
| 24 | Herzberg (Lage)     | 4               | Rast- und Werkplatz Steinzeit | 20416              |           |                        |
| 25 | Herzberg (Lage)     | 4               | Dorfkern Neuzeit, Dorfkern deutsches Mittelalter | 20420              |           |                        |
| 26 | Herzberg (Lage)     | 23, 24, 29      | Dorfkern deutsches Mittelalter, Turmhügel deutsches Mittelalter, Dorfkern Neuzeit, Siedlung Bronzezeit, Schloss Neuzeit                                                                      | 20421              |           |                        |
| 27 | Herzberg (Lage)     | 29              | Siedlung Eisenzeit | 20422              |           |                        |
| 28 | Herzberg (Lage)     | 9               | Dorfkern deutsches Mittelalter, Dorfkern Neuzeit, Kirche deutsches Mittelalter, Kirche Neuzeit, Friedhof Neuzeit, Friedhof deutsches Mittelalter                                             | 20482              |           |                        |